# Le Vent (nouvelle)
Le Vent (Il vento) est une nouvelle fantastique de  Dino Buzzati, incluse dans le recueil Le K publié en 1966.

## Résumé
Un homme et une femme, qui se retrouvent en ville, se décident à marcher alors même que le vent se met à souffler. Le mari a des soupçons sur une possible liaison adultère de sa femme. Celle-ci le sent immédiatement.
Alors qu'ils s'avancent dans la rue de plus en plus déserte, et que la femme raconte à son mari ce qu'il croit être un mensonge pour sauver la situation, le vent souffle de plus en plus fort. Le couple arrive finalement au bout d'un pont. Le vent s'est transformé en tempête : le mari et son épouse doivent lutter contre lui pour avancer ainsi que pour parler. 
Finalement, alors que l'homme se sent de plus en plus furieux, sa femme éclate de rire. Il perd son sang-froid et la jette dans la rivière.